# Петрусенко Оксана Андріївна
Окса́на Андрі́ївна Петрусе́нко (5 (18) лютого 1900, Балаклія, нині Харківська область — 15 липня 1940, Київ) — українська оперна співачка (лірико-драматичне сопрано). Одна з найкращих виконавиць українських народних пісень і романсів.  Кавалер ордена «Знак Пошани» (1936). Народна артистка УРСР (23.11.1939). Голос Оксани Андріївни є голосом-символом України її часу.

## Біографія
Народилася 5 лютого (18 лютого) 1900 року в Балаклії в бідняцькій родині Андрія та Марії Бородавкіних. Навесні 1901, коли Оксані виповнився тільки рік, батько помер від туберкульозу. Мати вийшла ще раз заміж, але новий чоловік безбожно пиячив, і після народження брата Івана, вони розлучились.
У таких умовах, у бідності й злигоднях почалося життя Ксенії Бородавкіної. Дитиною вона співала в церковному хорі в Севастополі, грала на гітарі, рано почала працювати.
1914–1917 — робітниця Севастопольського порту, взуттєвої фабрики, учасниця самодіяльних гуртків. 1918 стала хористкою у трупі Олександра Глазуненка. Восени вступила на правах хористки, а потім і провідної актриси «з голосом» до Херсонського українського музично-драматичного театру під керівництвом Івана Сагатовського.
1923–1924 — навчалася в Київському музично-драматичному інституті імені Миколи Лисенка. Проте, так само як і Марія Каллас, не здобула спеціальної музичної звукової освіти. Співала в театрах Казані, Самари, Свердловська (нині Єкатеринбурга).
Від 1934 — солістка Київського театру опери та балету.
Померла 15 липня 1940 року, на восьмий день після народження другого сина Олександра. Існує версія, що була отруєна за замовленням дружини маршала Тимошенка з ревнощів. Синів взяли товаришки Оксани. Старший Володимир помер через 4 роки від туберкульозу у віці 16 років. Молодший Олександр хворів на туберкульоз кісток, все життя носив корсет. Жінка, що стала йому другою матір'ю, зверталася по допомогу до рідного батька Олександра партійного працівника Андрія Чеканюка, але той її вигнав. Вона мусила навіть жебрати. Попри все, Олександр став біологом, захистив дисертацію. Помер у 1999 році.

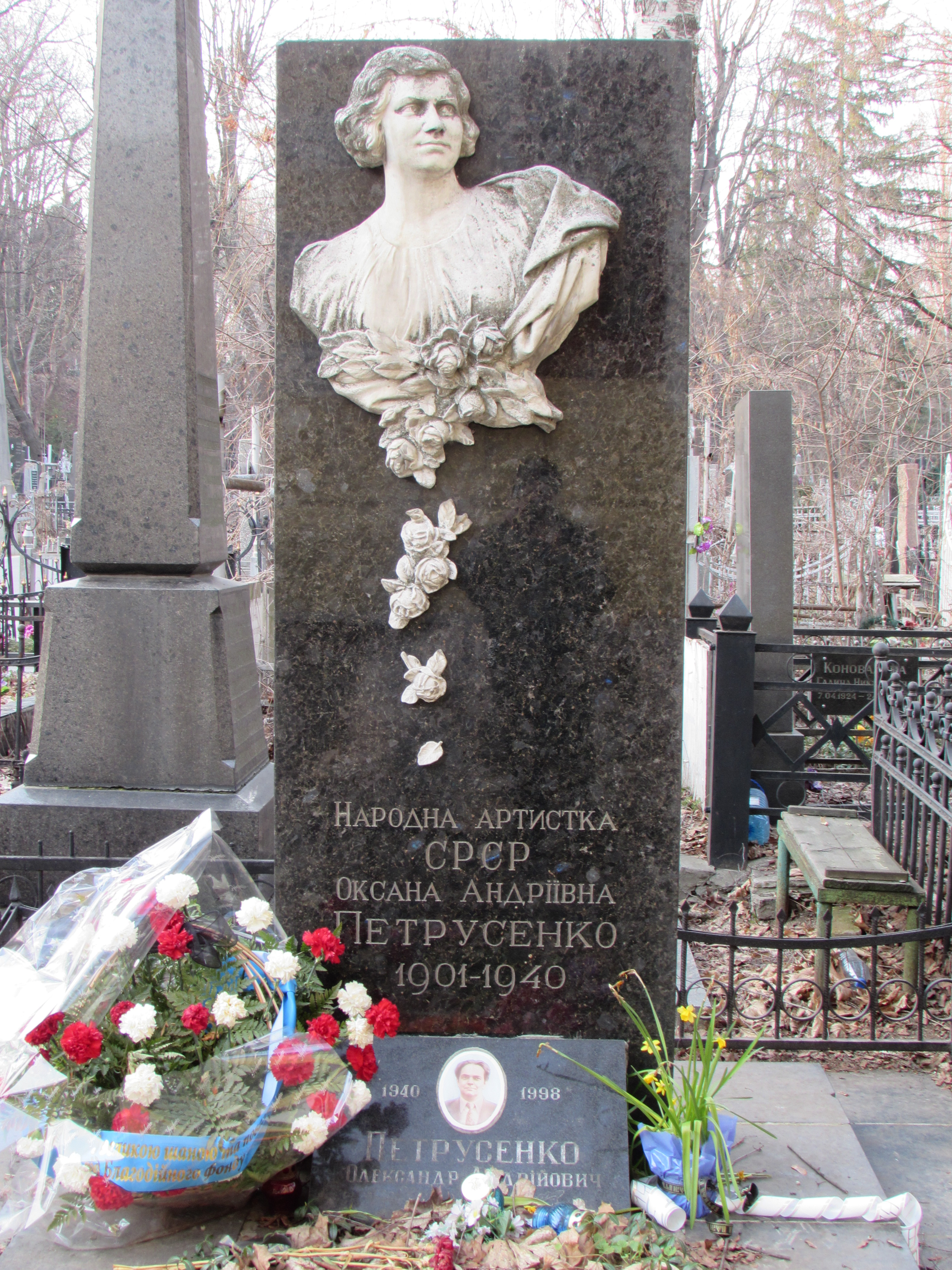
Могила Оксани Петрусенко на Байковому кладовищі м.Києва (6 сектор, біля церкви)

Похована на Байковому кладовищі (ділянка № 8). На могилі — надгробок (лабрадорит, мармур; скульптори Макар Вронський і Олексій Олійник, архітектор Микола Іванченко; встановлений у 1949 році). На надгробному пам'ятнику допущено дві помилки: вказано, що співачка є народною артисткою СРСР а не УРСР, а також неправильно вказано рік народження — 1901 замість 1900.

## Партії
- Наталка («Наталка Полтавка» Миколи Лисенка). Саме ця партія принесла Оксані народну славу. Її виконання, на думку знавців, є шедевром вокальної творчості і наразі не було перевершено.
- Одарка («Запорожець за Дунаєм» Семена Гулака-Артемовського).
- Ліза («Пікова дама» Петра Чайковського).
- Марія («Мазепа» Петра Чайковського).
- Оксана («Черевички» Петра Чайковського).
- Наташа («Русалка» Олександра Даргомижського).
- Тоска («Тоска» Джакомо Пуччіні).

## Дискографія
- Дискографія Оксани Петрусенко на сайті Russian-Records.com
- Дискографія Оксани Петрусенко на сайті «Українська пісня» (уклав А. І. Желєзний)
- 1971 — «Співає Оксана Петрусенко» (LP «Мелодія» 33Д 030311-12)

## Вшанування пам'яті

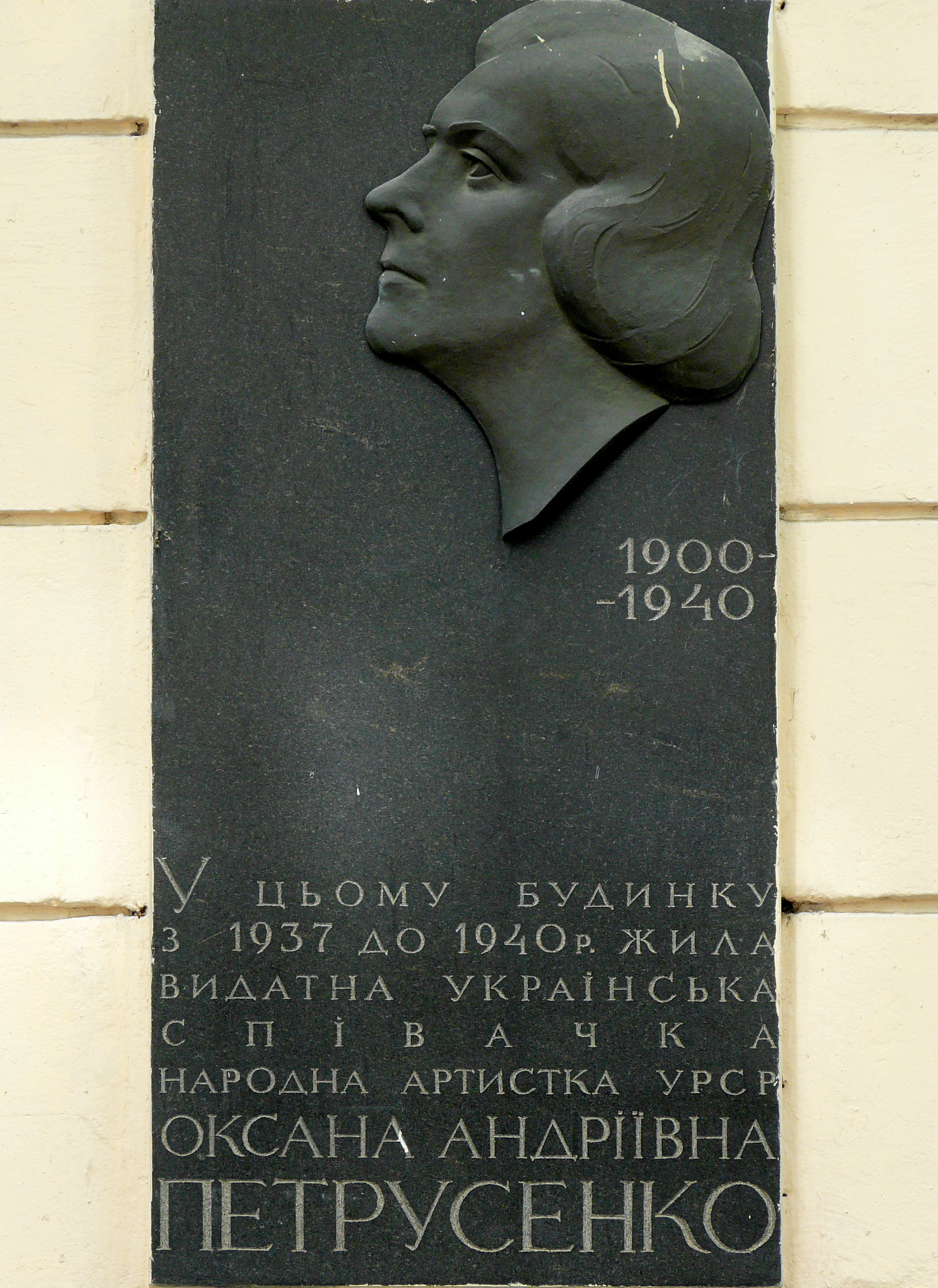
Меморіальна дошка на будинку, в якому мешкала Оксана Петрусенко (м.Київ, вул. Б.Хмельницького 66/1)

- Меморіальна дошка на будинку, в якому мешкала Оксана Петрусенко (м.Київ, вул. Б.Хмельницького 66/1) Епітафія «Пам'яті Оксани Петрусенко»:

 Їй од природи стільки було дано,
 Як велетень вона росла й росла.
 Ой рано, рано, дуже рано,
 Оксана, ти від нас пішла…
 Й народ, яким жила ти, — вічна сила —
 Носитиме твій образ на руках!
 Що смерть? Сьогодні хай скосила, —
 Але не скосить у віках!                                 
Павло Тичина (1940 рік, в ніч з 15 на 16 липня)
- Одна з вулиць міста Балаклії носить ім'я О. Петрусенко. У вересні 1962 року в районному будинку культури відкрито кімнату-музей О. Петрусенко, а 16 лютого 1991 року в Балаклійському краєзнавчому музеї створено експозицію «О. Петрусенко — видатна українська співачка», яка присвячена її життю і творчості. З 1972 року в останню неділю травня в Балаклії проводяться свята пам'яті О. А. Петрусенко, на яких виступають місцеві аматори[11][12].
- У 2000 році була випущена поштова марка України, присвячена 100-річчю від дня народження співачки[13].
- У 2010 році Національним банком України була випущена в обіг пам'ятна монета, номінальною вартістю 5 гривень, присвячена О. Петрусенко[14].
- На честь співачки на будинку в Києві, де вона жила (вулиця Богдана Хмельницького, 66), встановлена меморіальна дошка.
- Ім'ям співачки названо одну з вулиць Києва.
- Ім'ям співачки названо одну з вулиць Краматорська.
- Ім'ям співачки названо одну з вулиць Львова.
- Ім'ям співачки названо одну з вулиць смт Борова на Київщині
- Ім'ям співачки названо одну з вулиць Кременчука (переглянути на мапі)

## Документальні фільми та передачі
- 1990 — «Оксана Петрусенко» (Укртелефільм, режисер В. Образ). У фільмі взяли участь близькі співачки — її син О. А. Петрусенко та концертмейстер і подруга Скоробогатько Ніна Іванівна.
- 1996 — «Оксана Петрусенко. Епізоди життя забутої зірки» (кіностудія «Контакт» Спілки кінематографістів України, режисери: О. Фролов, Р. Плахов-Модестов) (рос.)
- 2006 — «Портрет. Український соловейко» (Телерадіокомпанія «Глас»)[15]
- 2006 — Фільм «Сонячна людина» з циклу «Гра долі» (режисер В. Образ, студія ВІАТЕЛ)[16]

## Цікаві факти
Саме Оксана Петрусенко дала поштовх до визнання найвідомішої художниці України Катерини Білокур. Навесні 1940 року невідома нікому художниця-самоучка Катерина чує по радіо пісню «Чи я в лузі не калина була» у виконанні Оксани Петрусенко. Почувши її, Катерині здалося, що то саме про неї пісня. Вона написала листа, разом з листом поклала в конверт кілька малюнків і відіслала в Київ Оксані Петрусенко. До листа додає малюнок калини на шматкові полотна. Малюнок вразив співачку. Порадившись із друзями — Василем Касіяном і Павлом Тичиною — вона звертається у Центр народної творчості, після чого до обласного центру надходить розпорядження знайти Катерину Білокур і поцікавитися її роботами. До Катерини Білокур приїхали фахівці, і у неї почалося нове життя.

У 2024 році Оксана Петрусенко стала героїнею Радіодиктанту національної єдності, присвяченого сторіччю Українського радіо. Авторкою тексту з назвою «Магія голосу» стала письменниця Оксана Забужко, ось його фрагмент:
«Людський голос — то взагалі матерія магічна, в нього можна закохатись, навіть не бачивши носія. "Оксано, Оксано, я чую твій голос, то вітер мені з України приніс", — під це танґо й досі танцюють на весіллях, не підозрюючи, що це фольклор засланчий, гулагівський — не до коханої дівчини звернений, а до легендарної співачки Оксани Петрусенко, чий спів у сталінські роки Всесоюзне радіо доносило і в сибірську пущу».